# Romantyzm

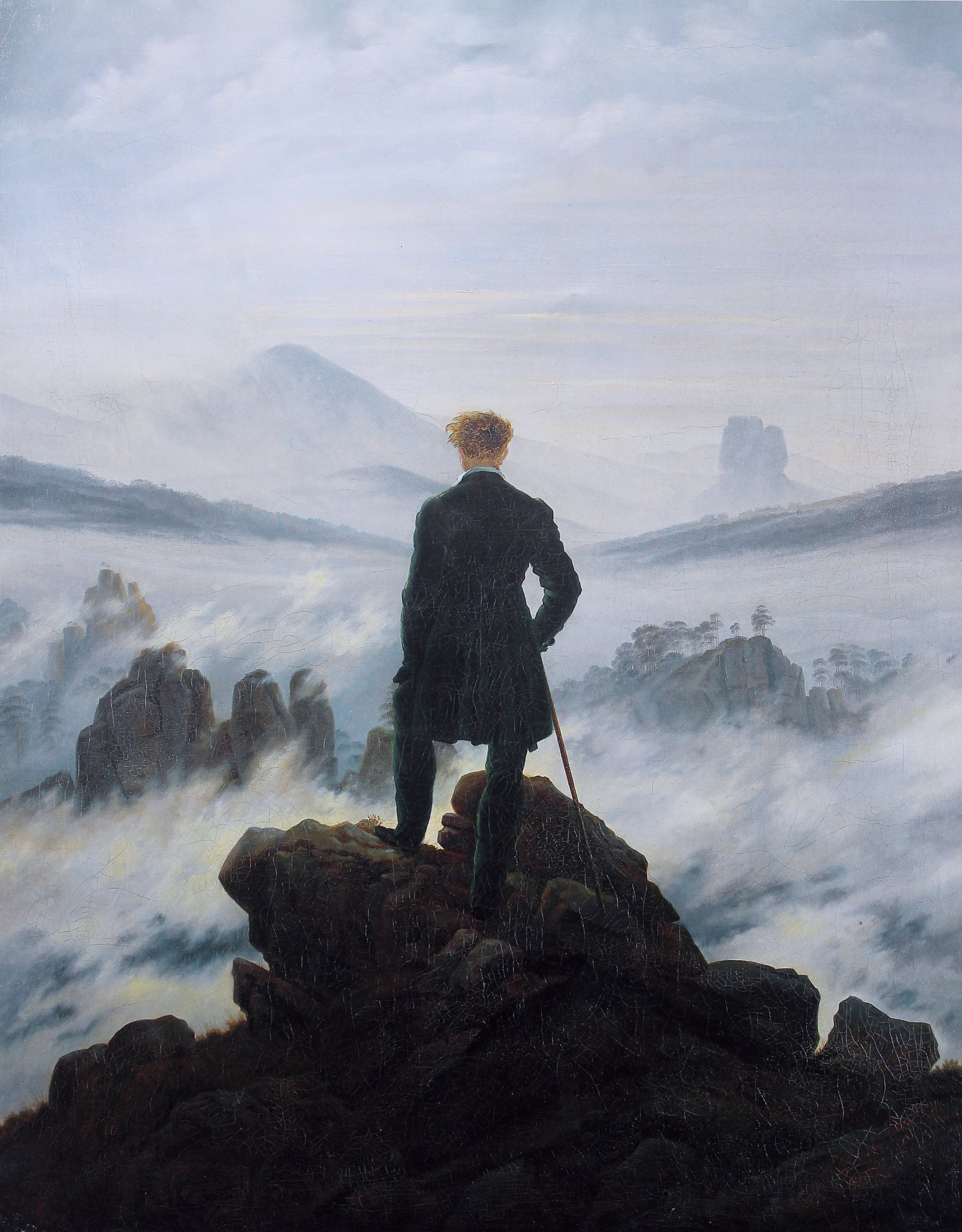
Caspar David Friedrich, Wędrowiec nad morzem mgły, 1818

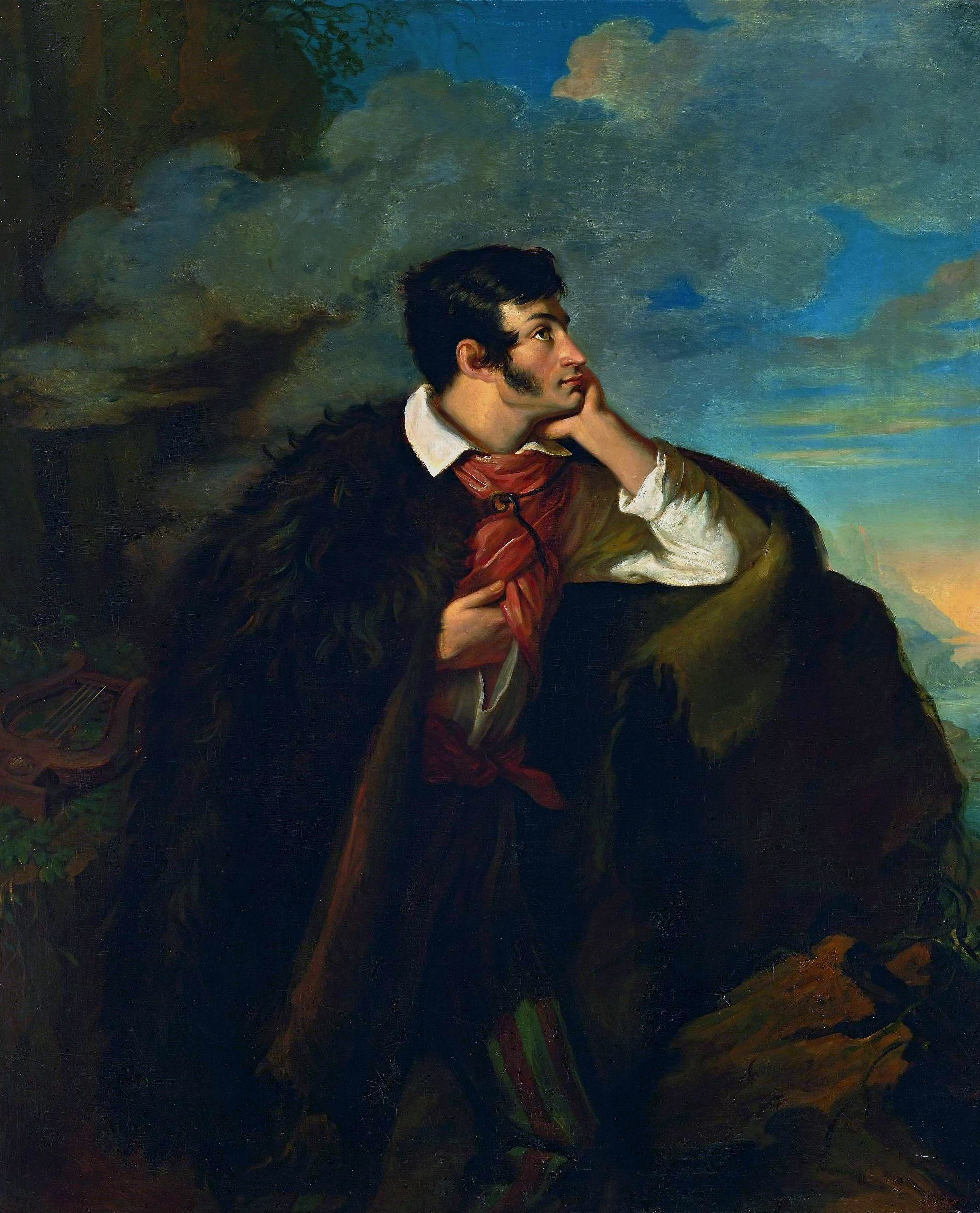
Walenty Wańkowicz, Portret Adama Mickiewicza na Judahu skale, 1827–1828

Romantyzm (z fr. romantisme, od roman – powieść, opowieść) – szeroki nurt w kulturze, który dał nazwę epoce w historii sztuki i historii literatury trwającej od lat 90. XVIII wieku do lat 40. XIX wieku. Romantyzm rozwinął się początkowo w Europie i wyrażał się w różnych obszarach kultury, m.in. poezji, malarstwie i muzyce.
Został wywołany jako reakcja na zmiany społeczne i polityczne wywołane rewolucją przemysłową i rewolucją francuską z 1789 roku. Był formą buntu przeciwko ustalonym regułom społecznym, które rządziły społeczeństwami epoki Oświecenia – przeciw sztywnym zasadom życia arystokracji i mieszczaństwa, ustalonym regułom życia politycznego oraz przeciw naukowemu podejściu do natury i człowieka.
Naczelne hasło Rewolucji Francuskiej – „wolność, równość, braterstwo” stało się drogowskazem dla nowego kierunku myślenia, który zakwestionował podstawy oświeceniowego, racjonalistycznego pojmowania świata.
Według romantyków świat dzielił się na to, co widzialne (materialne) i poznawalne zmysłowo oraz na to, co niewidzialne (duchowe) – dające się poznać jedynie za pomocą środków pozarozumowych, takich jak wiara i intuicja.
Romantycy zwrócili uwagę na życie wewnętrzne człowieka – duchowość, uczucia, emocje, a również na odrębność jednostki ludzkiej, jej odmienność i indywidualność. Dominacja uczucia nad rozumem była także buntem przeciwko zastanej rzeczywistości i obowiązującym w niej normom społecznym. Metodą poznania świata stać się miał nie empiryzm, ale sztuka.
Typowy romantyczny bohater literacki to buntownik motywowany wielkimi namiętnościami, takimi jak miłość lub nienawiść. Bohater ten charakteryzuje się nieprzeciętnością, konfliktowością; samotnie buntuje się przeciw normom społecznym lub walczy w obronie ojczyzny. Najważniejszym uczuciem dla romantyka jest miłość, przeważnie nieszczęśliwa i tragiczna, zawsze jednak wszechogarniająca i potężna.
Z romantyzmem związane było także przeświadczenie o konieczności walki z tyranią, ze zniewoleniem człowieka, z uprzedzeniami społecznymi i rasowymi. Przeświadczenie to zaowocowało wieloma zrywami o charakterze rewolucyjnym lub narodowym, jakie miały miejsce niemal w całej Europie. Zrywy te to m.in. powstanie Greków przeciwko Turkom (1821), powstanie dekabrystów (1825) w Rosji, rewolucja lipcowa (1830) we Francji, powstanie listopadowe (1830–1831) w Polsce, Wiosna Ludów (1848–1849), która ogarnęła szereg europejskich krajów, powstanie styczniowe (1863–1864) w Polsce.

## Pochodzenia nazwy
Nazwa epoki wywodzi się z języka niemieckiego oraz języka francuskiego, w których roman oznacza powieść lub opowiadanie. Pojęcie romantyzmu zawdzięcza się braciom Augustowi i Friedrichowi Schlegelom, a rozpowszechnienie słowa w Europie ich znajomej oraz pracodawczyni, Madame de Staël, autorki utworu de l’Allemagne (1818).

## Idee

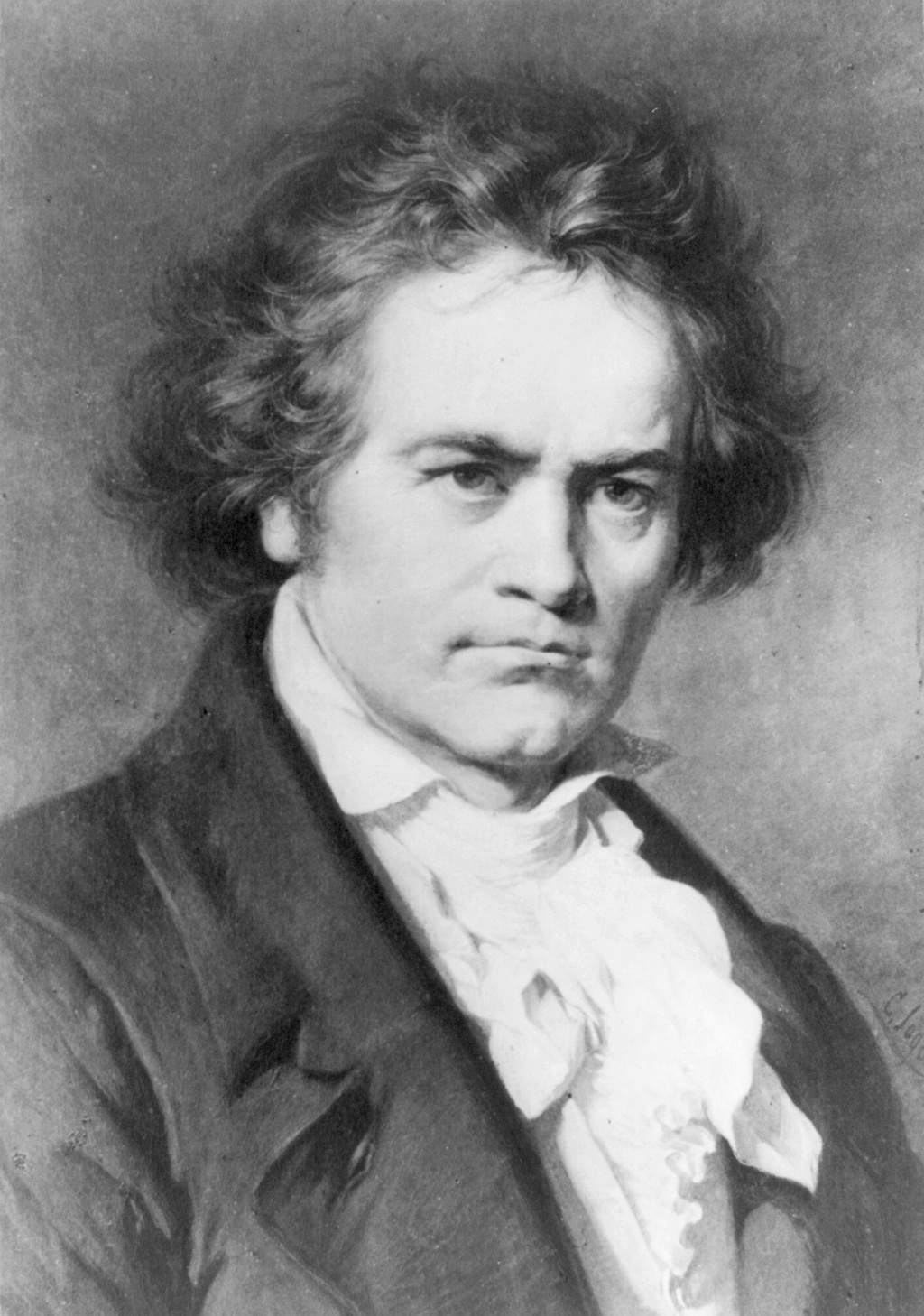
Ludwig van Beethoven według Jaegera

Siłą napędową romantyzmu była tęsknota za rajskim światem, poszukiwanym poza nudną codziennością, poczucie beznadziei, a nawet spalenia się w poszukiwaniu ideału, głównie idealnej miłości.
W centrum romantycznego światopoglądu stały geniusz i uczucie. Idealizując sztukę, w artyście zaczęto dostrzegać twórcę niepodobnego do zwykłych ludzi, nieomal bliskiego istocie boskiej. Wzorem takiego artysty stał się dla romantyków Ludwig van Beethoven. Odwrócił on dotychczasowy porządek, gdyż komponował nie na zlecenie, ale kierując się tylko natchnieniem. Był nieszczęśliwy i bezkompromisowy. Wielokrotnie podkreślał, że nie jest tradycyjnym muzykiem-rzemieślnikiem, bo jego misją jest tworzenie arcydzieł. W lutym 1809 pisał:
Każdy prawdziwy artysta powinien dążyć do stworzenia sobie pozycji, w której mógłby poświęcić się całkowicie tworzeniu wielkich dzieł i nie potrzebowałby odrywać się od tej pracy z powodu innych zajęć lub ze względów materialnych. Głębokim pragnieniem każdego kompozytora powinno być oddanie się bez reszty prawdziwie ważnym dziełom, a później zaprezentowanie ich przed publicznością.
Beethoven mógł stać się ideałem również dlatego, że za sztukę najbardziej romantyczną uważana była muzyka. Najsilniej oddziaływała bowiem na emocje, a uczuciowość ceniona była wówczas szczególnie.
Muzyka miała koić, wprawiać w niezwykły nastrój albo dodawać podniety, jakby służąc rekompensatą za brak mocniejszych wrażeń w ustabilizowanym, codziennym życiu. (...) Ideałem słuchacza obwołano uczuciowego entuzjastę i postawiono go ponad wnikliwym i krytycznym znawcą. Zalecano poddawać się dźwiękom i zatracać w muzyce, nie dociekając jej sensu. Wykonanie, a jeszcze bardziej słuchanie muzyki, stało się mistyczną celebracją, źródłem przeżyć nieomal metafizycznych. Literatura, jak również pamiętniki i korespondencja obfitują w sformułowania wysławiające muzykę za to, że przez swoją nieokreśloność w sposób wyjątkowy kształtuje poruszenia duszy i wprawia słuchacza w niezwykły nastrój.

### Elementy światopoglądu
- przedkładanie uczucia, intuicji i wiary nad rozum, sprzeciw wobec oświeceniowego racjonalizmu,
- protesty wobec klasycyzmu i harmonii,
- indywidualizm,
- bunt przeciw kanonom i konwencjom,
- tajemniczość, fantastyka, pochwała wyobraźni jako mocy twórczej człowieka,
- fascynacja żywiołowością natury,
- protest przeciwko dyktaturze i autorytaryzmowi oraz feudalnemu porządkowi społecznemu, a także nastającemu kapitalizmowi
- umiłowanie wolności (walka narodowowyzwoleńcza)
- czerpanie z folkloru
- fascynacja kulturą średniowieczną

### Kierunki artystyczne
- historyzm – fascynacja dawnymi epokami, przede wszystkim średniowieczem, zainteresowanie gotycyzmem. „Mroki średniowiecza” stanowiły reakcję na oświeceniowy racjonalizm i porządek,
- orientalizm – fascynacja kulturą, tradycją, religią i krajobrazami Bliskiego i Dalekiego Wschodu,
- ludowość – fascynacja kulturą ludową i chłopską (częste są literackie nawiązania do ludowych legend, podań, starodawnych mitów i baśni), folkizm, przekonanie o naturalności i prawdziwości kultury ludowej,
- mistycyzm, poszukiwanie przeżyć duchowych i pozaracjonalnych, reprezentowany przez takich twórców jak William Blake czy Juliusz Słowacki,
- mesjanizm (w Polsce reprezentowany przez tzw. Koło Sprawy Bożej Andrzeja Towiańskiego),
- winkelriedyzm (stworzony przez Juliusza Słowackiego jako odpowiedź na Mickiewiczowski mesjanizm),
- bajronizm (termin powzięty od nazwiska angielskiego poety George’a Gordona Byrona),
- werteryzm (termin powzięty od imienia głównego bohatera powieści epistolarnej Johanna Wolfganga Goethego Cierpienia młodego Wertera),
- prometeizm,
- wallenrodyzm,
- frenezja romantyczna (skłonność do przesycania świata przedstawionego motywami zbrodni, szaleństwa, okropności, nieokiełznanych namiętności).

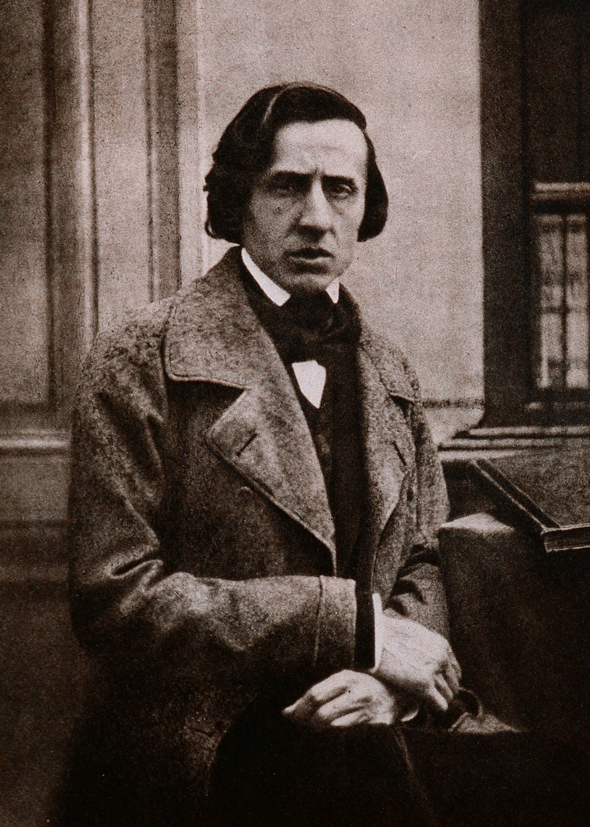
Fryderyk Chopin, fotografia

W literaturze i malarstwie zazwyczaj wyodrębnia się następujące fazy romantyzmu:
- wczesny romantyzm (około 1789–1806),
- pełny romantyzm (około 1806–1814),
- późny romantyzm (około 1814–1847).

W muzyce początek romantyzmu przypada na trzy daty: 1801 – „Sonata Fortepianowa XIV” Beethovena, 1821 – Opera „Wolny Strzelec” Webera lub 1830 – „Symfonia fantastyczna” Berlioza. Muzyka nazywana romantyczną komponowana była jednak jeszcze w XX wieku, czego przykładem była twórczość Rachmaninowa, a do dzisiaj – muzyka filmowa.

## Literatura

### Niemcy

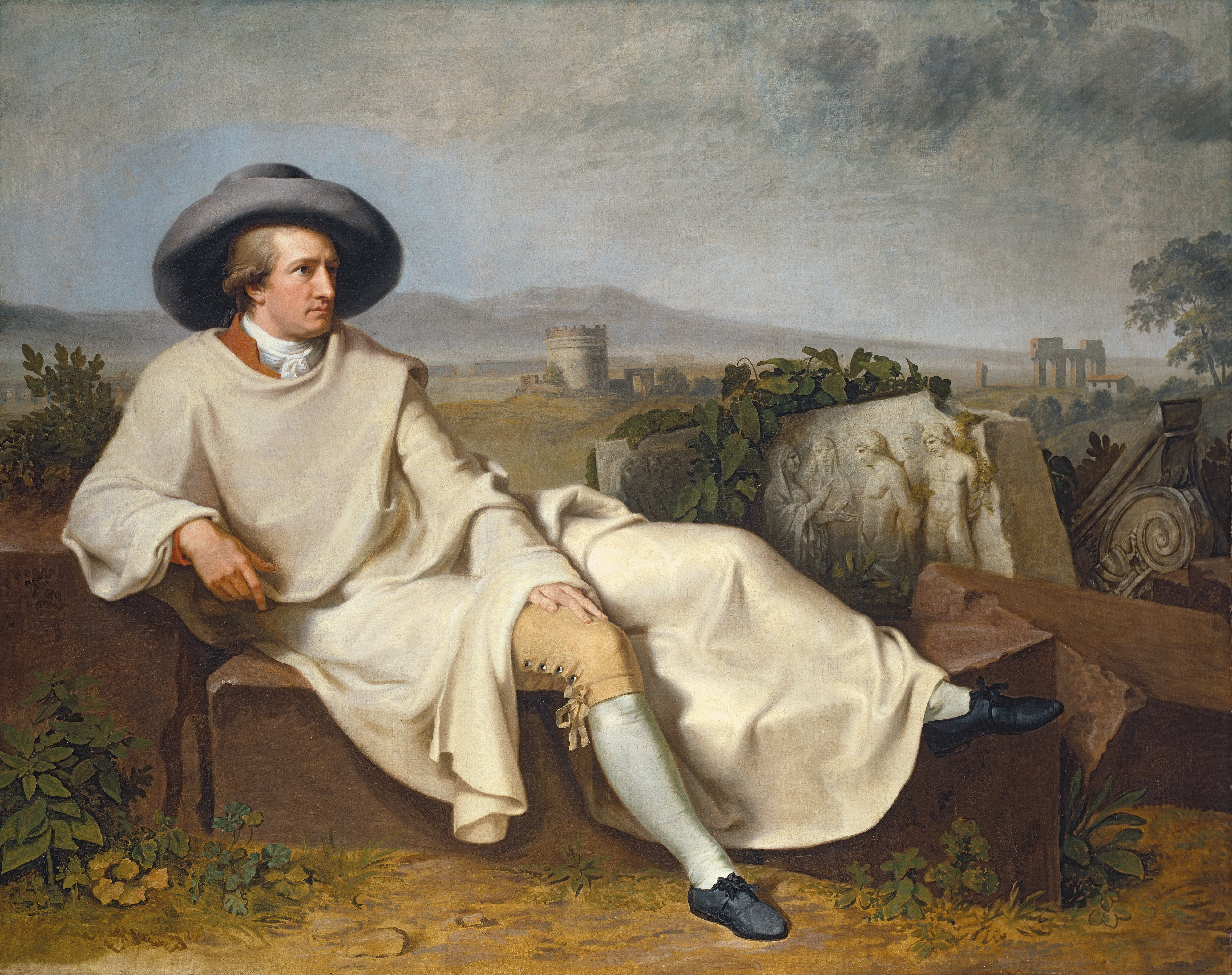
Goethe Tischbeina na początku romantyzmu europejskiego

W swej pierwszej fazie romantyzm niemiecki znajdował się pod silnymi wpływami myśli filozoficznych Johanna Gottlieba Fichtego, Friedricha Wilhelma Josepha Schellinga oraz Friedricha Schleiermachera. Na niwie literackiej podwaliny pod ten ruch stworzyli zaś bracia August Wilhelm oraz Friedrich Schleglowie.
Wśród ogólnych cech romantyzmu w Niemczech wymienić można:
- odrzucenie fascynacji antykiem i wzorcami klasycznymi, charakterystycznej dla okresów oświecenia oraz klasycyzmu
- zwrot ku kulturze narodowej, przejawiający się choćby w „odkryciu” niemieckiego średniowiecza
- w okresie wojen napoleońskich wzmożenie tendencji patriotycznych
- zainteresowanie dialektami i ustnymi przekazami literackimi
- wysuwanie na pierwszy plan indywidualnych przeżyć, emocji i afektów
- irracjonalność działania, tęsknota, noc, samotność, tajemnica, groza itp. jako motywy w literaturze, malarstwie (C. D. Friedrich) i muzyce (Beethoven, Schubert)
- synkretyzm rodzajów, gatunków i form literackich (idea progresywnej poezji uniwersalnej)
- romantyczna ironia

Główni przedstawiciele niemieckiego romantyzmu literackiego skupiali się w pierwszej kolejności w ośrodkach akademickich: Jenie, Heidelbergu oraz Berlinie. Wśród nich m.in.:
- w okresie wczesnym (1795-1805) twórcy kręgu jenajskiego: Wilhelm Heinrich Wackenroder, Ludwig Tieck, Novalis oraz wspomniani August Wilhelm i Friedrich Schleglowie;
- w okresie heidelberskim (od ok. 1805): Achim von Arnim, Clemens Brentano, Joseph von Eichendorff oraz bracia Wilhelm Karl i Jacob Ludwig Karl Grimmowie;
- w okresie późnego romantyzmu (zwanego berlińskim) (od ok. 1815 do ok. 1835) oprócz wyżej wspomnianych także Adelbert von Chamisso, Ernst Theodor Amadeus Hoffmann, Bettina von Arnim, Rahel Levin Varnhagen i inni.

### Wielka Brytania
W literaturze brytyjskiej romantyzm wyrasta z mocno zarysowanego preromantyzmu, którego ważnym nurtem był gotycyzm. Pierwszym dziełem tego kierunku była powieść Horacego Walpole’a The Castle of Otranto (Zamczysko w Otranto), zaś jego najbardziej znanym przykładem The Monk (Mnich) Matthew Gregory’ego Lewisa. Za prekursora romantyzmu uchodzi Szkot Robert Burns. Za romantyka uważa się również czasem mistyka Williama Blake’a. W literaturze angielskiej romantyzm dzieli się na dwie fazy. Najważniejszymi autorami pierwszej fazy byli poeci jezior, William Wordsworth, Samuel Taylor Coleridge i Robert Southey. Manifestem nowego kierunku był wspólny tom Wordswortha i Coleridge’a Lyrical Ballads (Ballady liryczne), wydany w roku 1798, zawierający poemat Coleridge’a The Rime of the Ancient Mariner (Rymy o starym marynarzu). Do drugiej fazy romantyzmu zaliczają się przede wszystkim George Gordon Byron, Percy Bysshe Shelley i John Keats. Byron zasłynął jako twórca Wędrówek Childe Harolda, Dona Juana, Korsarza i Giaura. Innymi twórcami byli John Clare, Thomas Hood, Leigh Hunt, Charles Lamb, Walter Savage Landor, Felicia Hemans i Caroline Norton. Z epoki romantyzmu wyrósł również Edwin Atherstone, autor monumentalnego eposu Upadek Niniwy, osadzonego w scenerii bliskowschodniej starożytności. Czołowym krytykiem był William Hazlitt. W dziedzinie prozy historycznej wyróżniał się Walter Scott, autor powieści Waverley, Rob Roy i Ivanhoe. Największym osiągnięciem romantycznego powieściopisarstwa są Wichrowe Wzgórza Emily Brontë, odwołujące się zarówno do gotycyzmu, jak i zapoczątkowanej przez Thomasa Kyda tradycji elżbietańskiej tragedii zemsty. Do klasyki należy też Frankenstein Mary Shelley. Romantyczne tradycje kontynuował w epoce wiktoriańskiej Alfred Tennyson. Do romantyzmu nawiązywali również Prerafaelici. Z brytyjskiego preromantyzmu i romantyzmu właściwego wywodzą się trzy prądy obecne w literaturze europejskiej omawianej epoki: wspomniany gotycyzm, bajronizm i walterskotyzm. Romantyzm angielski bardzo mocno oddziaływał na ówczesną twórczość w innych krajach, w tym w Polsce. Naśladowano zwłaszcza Byrona. Podjęto byronowski model nowego gatunku – poematu dygresyjnego, jak również powieści poetyckiej. Wpływy Byrona można odnaleźć w literaturze polskiej w dziełach największych romantyków, Adama Mickiewicza i Juliusza Słowackiego. Konrad Wallenrod zawdzięcza wiele byronowskiemu Korsarzowi, a Beniowski Słowackiego Don Juanowi.

### Francja

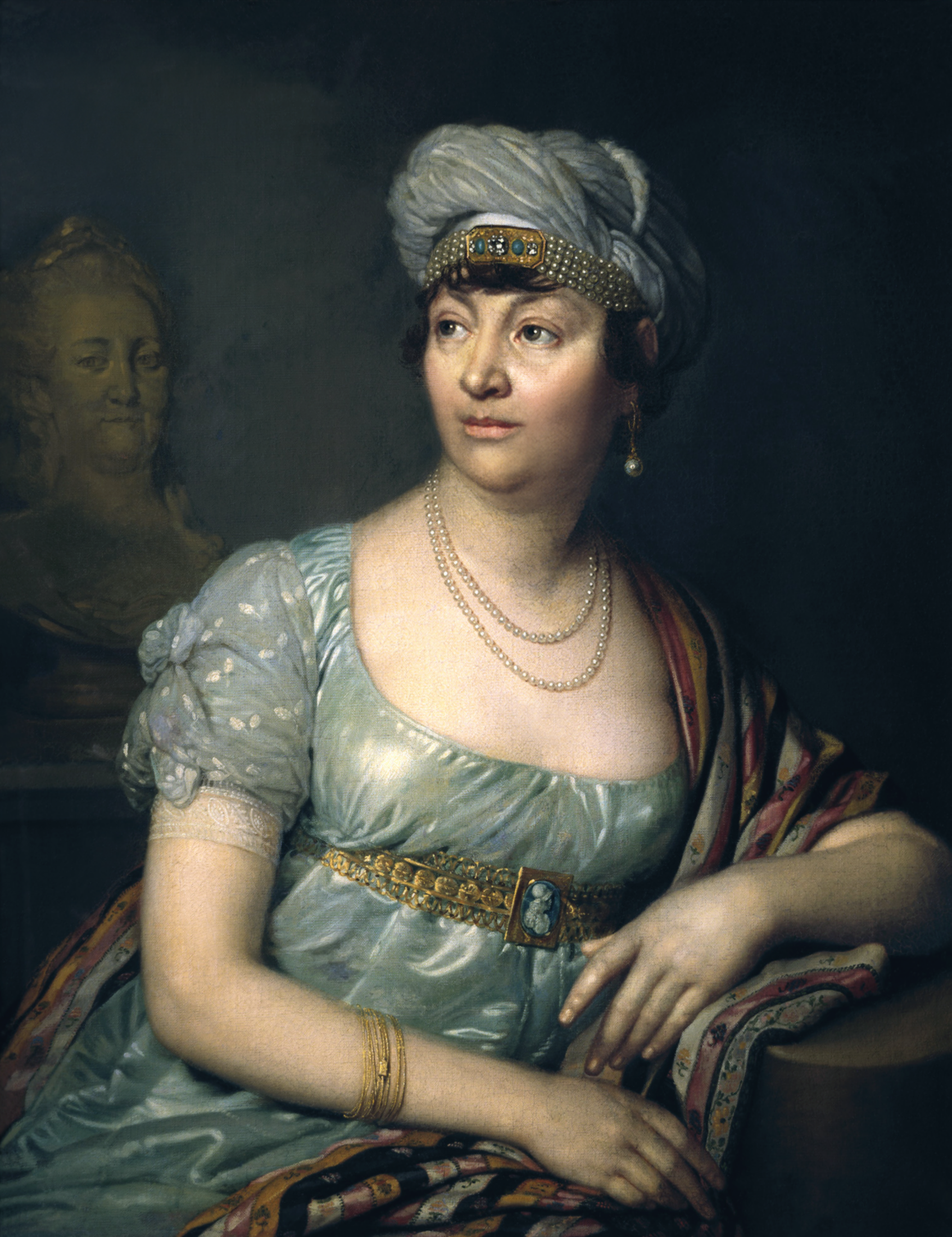
Madame de Staël pędzla Borovikovskiego

Do Francji romantyzm zawitał w początkach XIX wieku. Rozwijał się w czasach restauracji i za monarchii lipcowej. Był reakcją i ruchem protestu przeciw skostniałym formom klasycyzmu, szczególnie długo i silnie oddziałującego we Francji. Francuski romantyzm wywodzi się z ducha Rousseau i preromantyków, którzy wysuwali na pierwszy plan uczucie i stawiali je w opozycji do rozumu. Pojawił się rozległy ruch w kulturze, w którym jednostka emancypuje się od ograniczeń ancien régime’u (absolutyzmu) i wyraża swoje wyzwolenie. Wzrost sentymentalizmu ma świadczyć, że nie ma już konieczności opierania się wyłącznie na racjach rozumu. Madame de Staël, 1766-1817 (baronessa Anne-Louise Germaine de Staël-Holstein) i Alphonse de Lamartine (1790-1869) są dobrymi przykładami twórców poszukujących nieskończonego w każdej, najdrobniejszej nawet emocji, osoby traktowanej jako świat sam w sobie. Człowiek staje się tym, kim kiedyś dla artysty był Bóg – to w głębinach ludzkiego, pojedynczego serca szuka się teraz prawd ostatecznych.

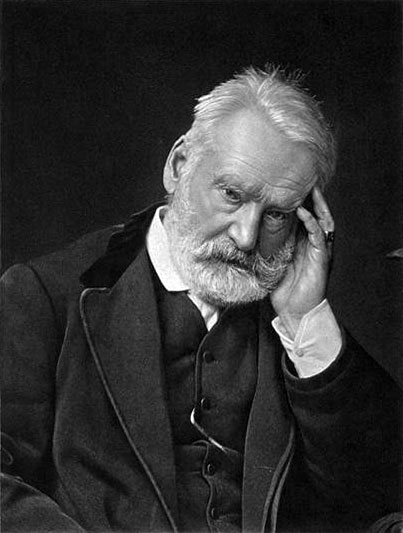
Victor Hugo w ujęciu Stanisława Ostroroga

Wielkie nazwiska twórców francuskiego romantyzmu otwierają François-René de Chateaubriand (1768-1848) oraz Charles Nodier (dzięki zorganizowaniu swojego Cénacle (koło artystyczne) w Bibliothèque de l'Arsenal). Następnie dołączyli: Victor Hugo (1802-1885), Stendhal (1783-1842), Théophile Gautier (1811-1872), Alfred de Vigny (1797-1863), Charles Leconte de Lisle (1818-1894), Gérard de Nerval (1808-1855) oraz Joséphin Soulary (1815-1891). Charles Baudelaire w Sztuce romantycznej wymienia również takich twórców jak: Jean de Falaise, Champfleury, Pierre Dupont, Jules Janin, Filibert Rouviere, Gustave Flaubert, Charles Asselineau, August Barbier, Marceline Desbordes-Valmore, Pétrus Borel, Hegezyp Moreau, Gustave Le Vavasseur.
We Francji romantyzm trwał dłużej niż do roku 1830, jednak do tego czasu miał inną dynamikę niż w późniejszym okresie: początkowo dominował indywidualizm. Bohater romantyczny miał naturę arystokratyczną i gardził tłumem. Odczuwał niesmak w stosunku do życia, ale czcił przodków i dawne czasy. Marzył o samotności i przeżywał głębokie, skomplikowane i „niemożliwe” uczucia miłosne. Ucieleśniał wieczystą niezgodę wobec powszechnie wyznawanych ideałów; był przy tym niezdolny do czynu. Po roku 1830 wizja romantyczna zmienia charakter: więcej uwagi poświęca się społecznym uwarunkowaniom kondycji ludzkiej. Bohater romantyczny angażuje się w walkę o wyzwolenie. Jego namiętności znajdują ujście w jego działalności (wyzwolenie narodowe, walka o emancypację klas niższych, walka z niewolnictwem w koloniach). Sztandarową postacią staje się Lorenzo de Médicis – bohater Alfreda de Musset. Wielką rolę w przełamaniu dominacji ideału epoki klasycyzmu odegrał dramat Victora Hugo Hernani, który stał się powodem znamiennej walka klasyków z romantykami|walki klasyków z romantykami.

### Czechy

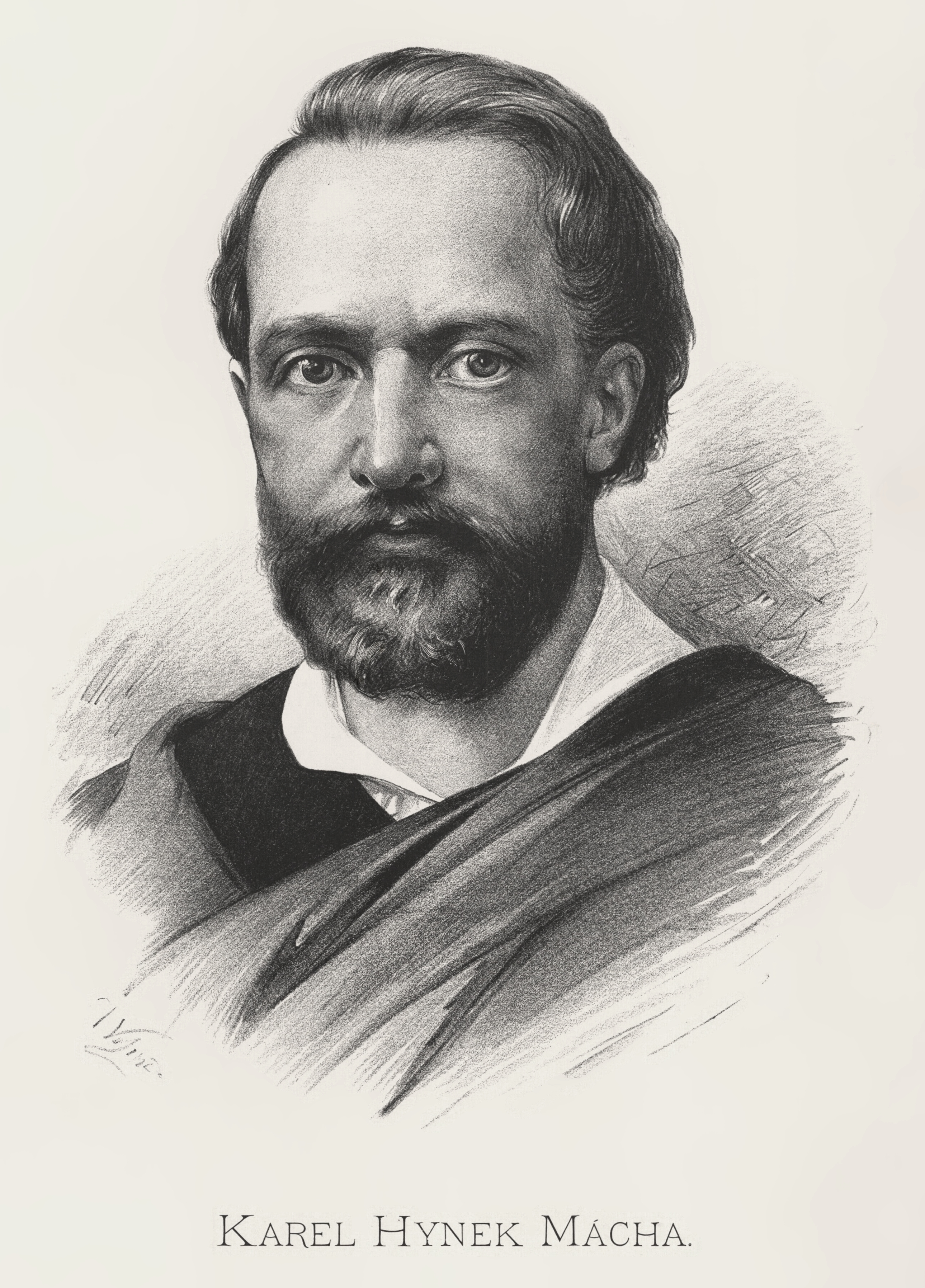
Karel Hynek Mácha, rysował Jan Vilímek

W Czechach najważniejszymi twórcami romantyzmu byli pionier nowego kierunku František Ladislav Čelakovský, autor cykli Ohlas písní ruských (Echo pieśni rosyjskich, 1829) i Ohlas písní českých (Echo pieśni czeskich, 1839), Karel Hynek Mácha, autor poematu Máj (Maj, 1836) i Karel Jaromír Erben, autor zbioru mistrzowskich ballad Kytice z pověstí národních, w skrócie Kytice (Bukiet (z opowieści ludowych) 1853), który w literaturze czeskiej odgrywa taką samą rolę jak Ballady i romanse Adama Mickiewicza w Polsce. Pomniejsi twórcy to satyryk Karel Havlíček Borovský, autor antytotalitarnego w wymowie poematu Křest svatého Vladimíra (Chrzest świętego Włodzimierza wyd. 1877), Josef Václav Frič, autor cyklu Písně z bašty (Wiersze z lochu, 1862, wyd. pośmiertnie), Václav Bolemír Nebeský, autor poematu Protichůdci (Antypodzi, 1844) i Václav Šolc, autor cyklu Prvosenky (Pierwiosnki, 1868). Romantykiem był też Josef Kajetán Tyl, autor dramatu (śpiewogry) Fidlovačka, z której pochodzi pieśń Kde domov můj, która stała się hymnem Republiki Czeskiej. Za przedstawicielkę romantyzmu uznaje się też Boženę Němcovą, autorkę opowiadania Babička (Babunia), która zapoczątkowała nowoczesną czeską prozę, jakkolwiek bywa ona zaliczana do prekursorów realizmu. Z romantyzmu wywodzi się generacja Majowców, odwołująca się bezpośrednio do twórczości Karela Hynka Máchy. Należeli do niej między innymi Jan Neruda, Vítězslav Hálek, Karolína Světlá, Jakub Arbes.

### Polska
Romantyzm w historii literatury polskiej rozpoczął się wraz z wydaniem tomu poetyckiego Ballady i romanse (1822) Adama Mickiewicza. Przypadał na lata 1822–1863, jego czołowymi przedstawicielami byli Adam Mickiewicz, Juliusz Słowacki, Cyprian Kamil Norwid, Zygmunt Krasiński, Józef Ignacy Kraszewski.

### Portugalia
W Portugalii pierwsze oznaki romantyzmu można odnaleźć w napisanych pod koniec XVIII wieku sonetach Manuela Marii Barbosa du Bocage, twórcy zasadniczo wiernego klasycyzmowi. Najważniejszym poetą romantycznym jest jednak Almeida Garrett, autor między innymi poematu Camões (1825) i zbiorku Folhas Caídas (Opadłe liście). Motywy romantyczne pojawiły się w twórczości takich poetów jak Alexandre Herculano, Cesário Verde i António Nobre pod koniec wieku XIX.

### Rosja

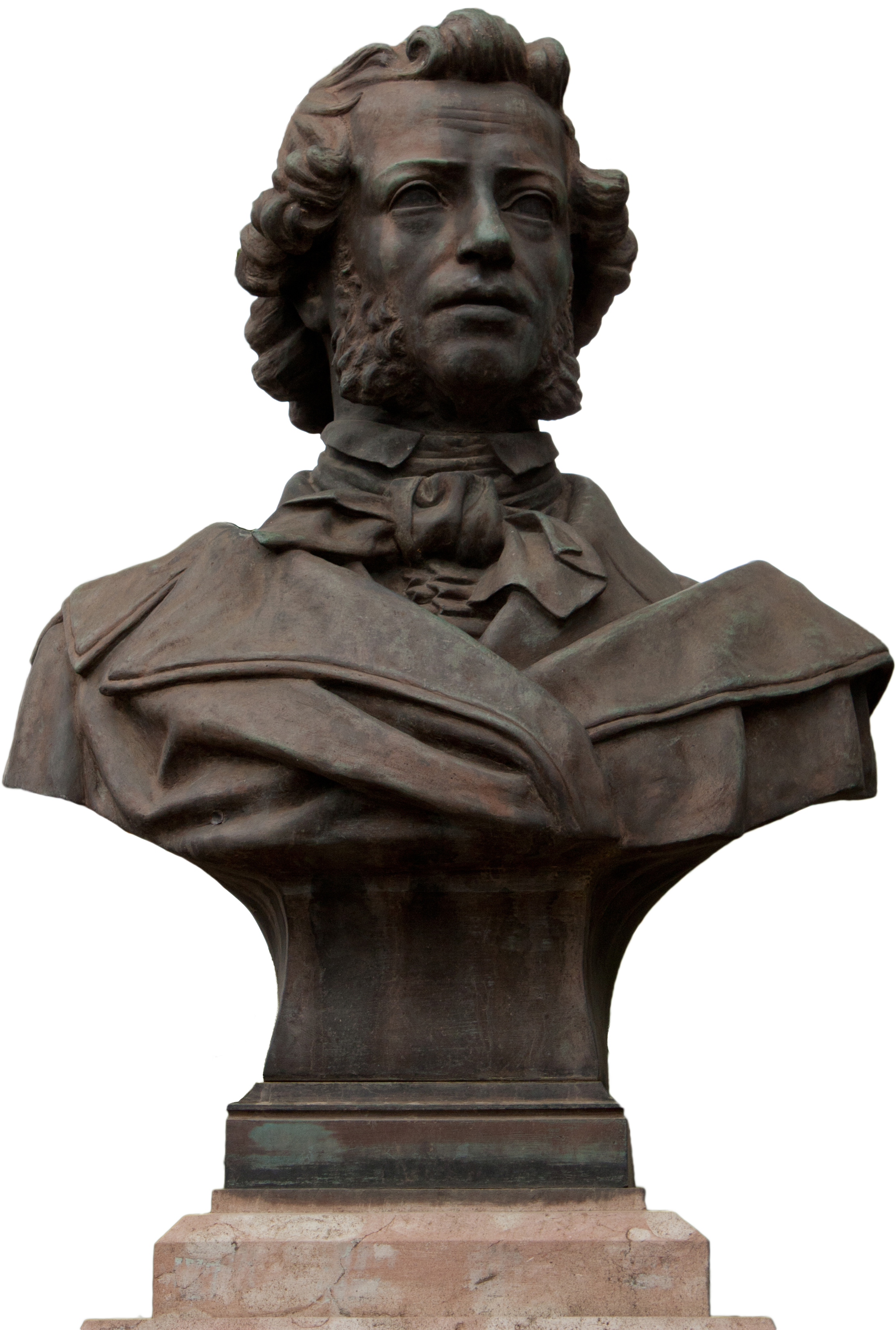
Aleksandr Puszkin, detal pomnika w Tbilisi

Jakkolwiek w okresie romantyzmu literatura rosyjska była jeszcze stosunkowo młoda, jako że rozwijała się dopiero od około stulecia, nie tylko wydała przynajmniej dwóch wybitnych autorów, ale zdołała dorównać do głównych literatur zachodnioeuropejskich. Autorami tymi byli Aleksandr Puszkin i Michaił Lermontow. Pierwszy z nich zasłynął jako wszechstronny twórca dużej liczby wierszy lirycznych, poematów, jak Jeździec miedziany i Domek w Kołomnie, oraz opowiadań (Córka kapitana, Dama pikowa). Najważniejszym dziełem Puszkina jest powieść wierszem Eugeniusz Oniegin, tłumaczona na wiele języków, w tym kilkakrotnie na język polski. Lermontow jest znany przede wszystkim jako autor powieści Bohater naszych czasów i poematów Demon i Mcyri (Laik klasztorny). Do najbardziej znanych wierszy Lermontowa należą Wychodzę sam jeden – przede mną w step droga i Żagiel.

### Słowacja

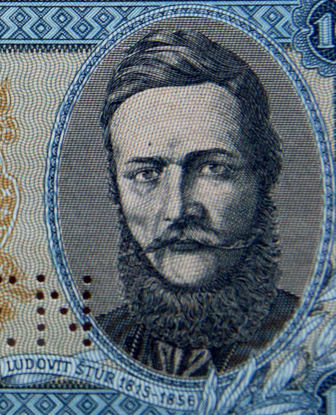
Podobizna Ľudovíta Štúra na banknocie

Najważniejszymi twórcami słowackiego romantyzmu byli Ľudovít Štúr, kodyfikator słowackiej normy językowej i autor poematu Matúš z Trenčína (Mateusz z Trenczyna) oraz Andrej Sládkovič, autor poematu miłosnego Marína (Maryna, 1844). Cenionym poetą jest też Janko Kráľ, autor między innymi wiersza Orol (Orzeł) i ballady Zakliata panna vo Váhu a divný Janko (Zaczarowana dziewczyna z Wagu i dziwny Janko).

### Słowenia

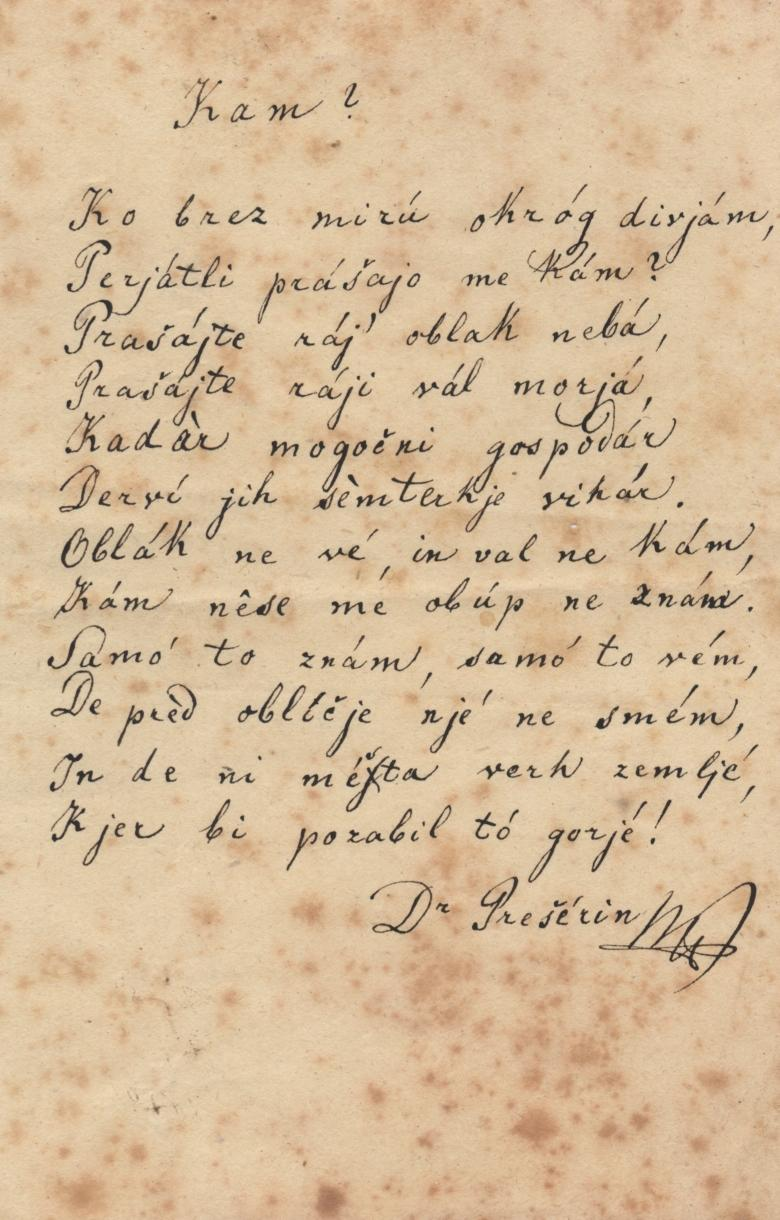
rękopis wiersza France Prešerena Kam? (Dokąd?)

Najważniejszym przedstawicielem słoweńskiego romantyzmu i jedynym jego twórcą znanym na świecie jest France Prešeren, autor między innymi cykli Sonetni venec (Wieniec sonetów) i Sonetje nesreče (Sonety nieszczęścia). Poeta ten napisał również poemat Krst pri Savici (Chrzest nad Sawicą), który pełni rolę narodowego eposu Słoweńców. Utwór jest ułożony oktawą, a wstęp do niego tercyną. Po uzyskaniu przez Słowenię niepodległości wiersz Prešerena Zdravljíca (Toast) stał się jej hymnem państwowym. Oprócz sonetów Prešeren pisał również gazele, co jest przejawem orientalizmu. Zasługami Prešerena są stworzenie nowoczesnego słoweńskiego języka poetyckiego i wypracowanie repertuaru wersyfikacyjnego.

### Stany Zjednoczone

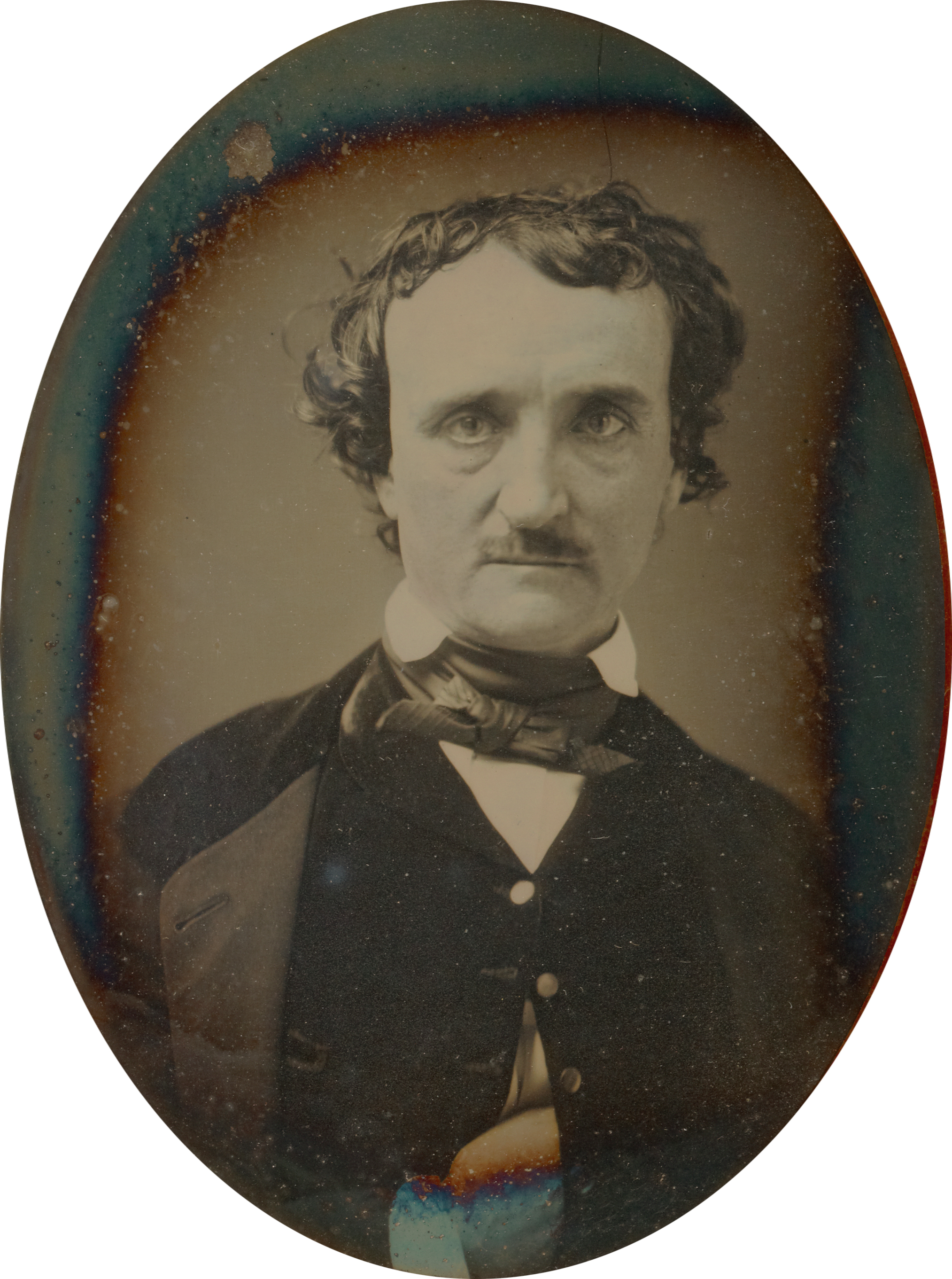
Edgar Allan Poe

W czasach romantyzmu do głosu doszli anglojęzyczni autorzy tworzący za oceanem. Prekursorem tego nurtu w USA był Philip Freneau. W Stanach Zjednoczonych do twórców romantyzmu zalicza się przede wszystkim mistrza opowiadań grozy, autora ballad Kruk i Eldorado Edgara Allana Poego, Henry’ego Wadswortha Longfellowa, autora epopei indiańskiej Pieśń o Hajawacie i tajemniczej ballady Excelsior, Emily Dickinson, Henry’go Davida Thoreau i Ralpha Waldo Emersona, a także Walta Whitmana. 

## Sztuki plastyczne

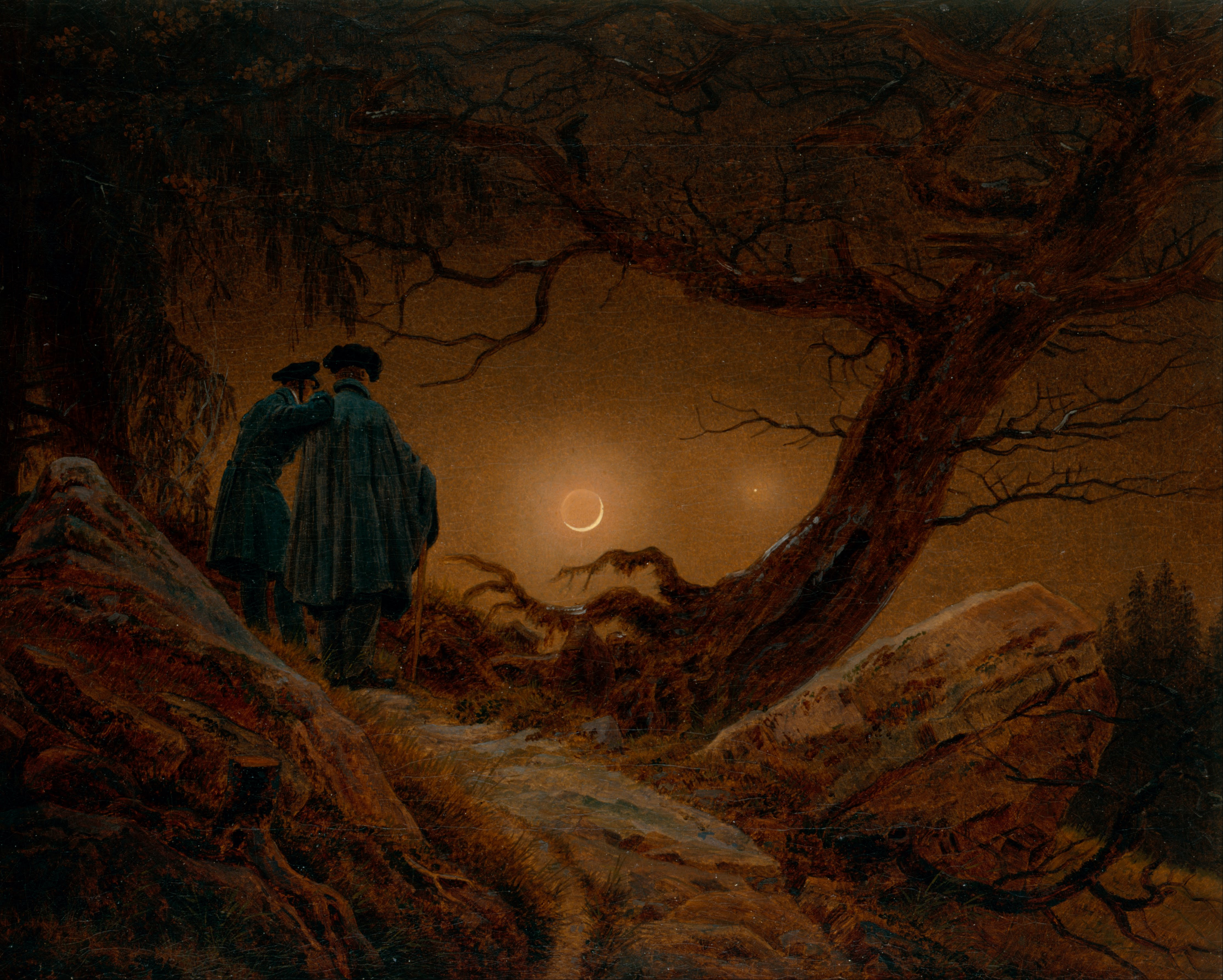
Caspar David Friedrich, Dwaj mężczyźni kontemplujący księżyc, 1819-20, Galeria Nowych Mistrzów

Prace malarzy, rzeźbiarzy i architektów, tworzących w tym czasie, są bardzo różnorodne. Wyrażają one przede wszystkim romantyczną postawę i światopogląd. Częste są, podobnie jak w literaturze, nawiązania do legend, poezji Dantego i Johna Miltona, dzieł Szekspira.

### Malarstwo
Malarstwo okresu romantyzmu jest niejednolite. Można wyróżnić jednak pewne cechy malarstwa tej epoki na podstawie czołowych, głównych i najbardziej znaczących artystów tego nurtu, takie jak bogaty koloryt, kontrastowy światłocień, miękki modelunek, podkreślanie wartości fakturalnych płótna i dynamizowanie kompozycji. Równocześnie część artystów pozostawała wierna ideałom klasycyzmu i realizmu.
Za prekursorów romantyzmu uważa się: Johanna Heinricha Füssli (gdyż stosował bliską tej epoce kolorystykę i ekspresję) oraz Francisco Goyę. Za artystę, który najlepiej wyraża romantyczne idee uważany jest niemiecki pejzażysta Caspar David Friedrich, dla którego charakterystyczne są nokturny, przedstawienia ruin, cmentarzy, roztrzaskanych statków, świtów i zmierzchów. W Anglii w tym czasie tworzą także czterej inni pejzażyści: Samuel Palmer, Richard Parkes Bonington, John Constable i William Turner, we Francji natomiast: Théodore Géricault i Eugène Delacroix. W Niemczech działali w tym okresie Nazareńczycy: Johann Friedrich Overbeck, Franz Pforr, Peter von Cornelius, Julius Schnorr von Carolsfeld. Najwybitniejszym polskim malarzem romantycznym niewątpliwie był Piotr Michałowski, który oprócz znakomitych portretów, tworzył sceny batalistyczne oraz wizerunki koni. Warto także wspomnieć o Walentym Wańkowiczu i jego słynnym obrazie Mickiewicz na Judahu skale.

### Architektura
Nie wykształciła się odmienna, typowo romantyczna architektura, jednak nazwą tą określa się czasem budowle utrzymane w nurcie historyzmu, zwł. neogotyckie i neorenesansowe zamki, wille i pałace. W tym okresie popularny był także ogród angielski z budowlami w różnych stylach bądź ruinami. Często wykorzystywano również wątki egzotyczne.